# William Slim, 1. Viscount Slim

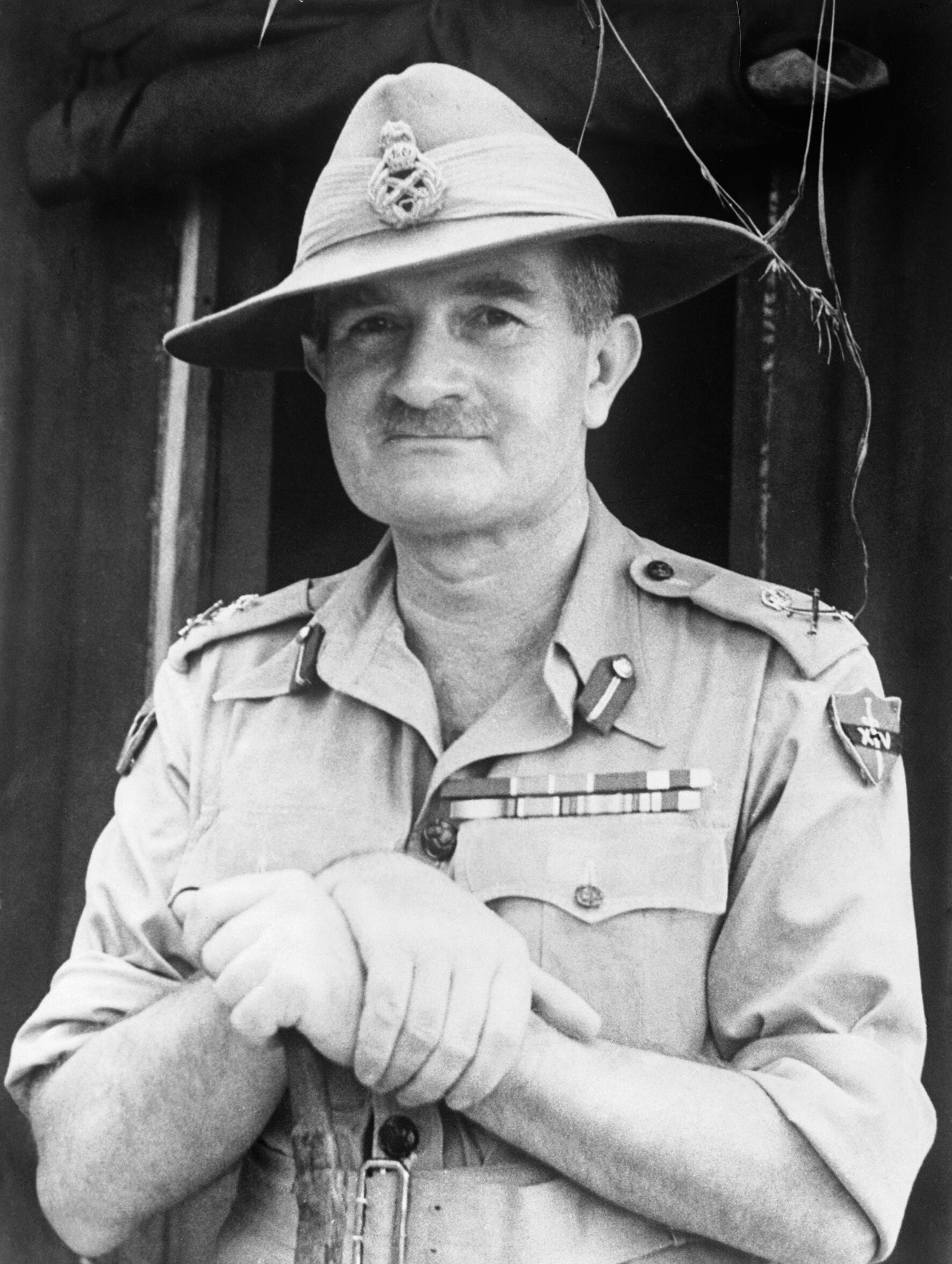
William Joseph Slim um 1944

William Joseph Slim, 1. Viscount Slim, KG, GCB, GCMG, GCVO, GBE, DSO, MC (* 6. August 1891 bei Bristol; † 14. Dezember 1970 in London) war britischer Feldmarschall und 13. Generalgouverneur von Australien.

## Frühe Jahre
Er besuchte die King Edward's School in Birmingham. Bei Ausbruch des Ersten Weltkriegs trat Slim im temporären Rang eines Second Lieutenant des Royal Warwickshire Regiment in die British Army ein. Er wurde bei Gallipoli schwer verwundet. Nachdem er in England von seiner Verwundung genesen war, diente er ab Ende 1916 in Mesopotamien, wurde dort 1917 zum Lieutenant und später zum temporären Captain befördert und schließlich erneut verwundet und nach Britisch-Indien evakuiert. Im November 1918 wurde er dort temporärer Major der 6th Gurkha Rifles der Britisch-Indischen Armee. 1919 wurde er dort in den vollen Rang eines Captain befördert, diente ab 1921 als Adjutant im Stab jenes Gurkha-Regiments. 1933 wurde er zum Major befördert und von 1934 bis 1937 lehrte er am Staff College Camberley in England. Nachdem er 1937 das Imperial Defence College besucht hatte, wurde er 1938 zum Lieutenant-Colonel befördert und zum Bataillonskommandeur der 7th Gurkha Rifles ernannt. 1939 erhielt er den temporären Rang eines Brigadier und den vollen Rang eines Colonel und wurde gleichzeitig Chef der Stabsoffiziersschule in Belgaum, Indien.
Bei Ausbruch des Zweiten Weltkriegs wurde Slim als Kommandeur der indischen 10. Brigade in den Sudan gesandt. Von dort aus nahm er am Ostafrikafeldzug teil, durch den die Italiener aus Äthiopien vertrieben wurden. Er wurde in Eritrea wieder verwundet. Danach wurde er in den Stab von General Archibald Wavell beim Nahostkommando (Middle East Command) versetzt. Zum temporären Major-General befördert, erhielt er das Kommando über die indische 10. Infanteriedivision, die er 1941 bei den Kampagnen im Irak, gegen die Vichy-treuen französische Streitkräfte in Syrien und bei der Invasion im Iran führte.

## Burma-Feldzug
Im März 1942 wurde Slim in Burma das Kommando über das Burma Corps gegeben, das zu diesem Zeitpunkt aus der Indischen 17. Division und der Burmesischen 1. Division bestand. Burma wurde zu diesem Zeitpunkt von Japan angegriffen. Die Einheiten waren den japanischen Streitkräften zahlenmäßig stark unterlegen und mussten sich bald nach Indien zurückziehen (siehe Japanische Eroberung Burmas).
Es gelang Slim, den Großteil seiner geschlagenen Kräfte aus Burma herauszubringen. Danach übernahm er das XV. Korps, das die Küstengebiete von Burma bis Indien östlich von Chittagong schützte. Während dieser Zeit entwickelte er eine neue Methode der Kriegführung, die das Ziel hatte, den Japanern den Vorteil ihrer höheren Mobilität in der Offensive und Tiefe der Verteidigung zu nehmen. Weiterhin machte er sich daran, die schnell anwachsende Ostarmee auszubilden und ihre Moral, ihr Selbstvertrauen und ihre Fähigkeiten zu stärken.
Jedoch wurde ihm das Kommando über das XV. Korps vom Kommandanten der Ostarmee, Noel Irwin, entzogen. Slim hatte seit mehr als einem Jahr geplant, das XV. Korps auf die Arakan-Halbinsel vorrücken zu lassen. Sein Plan beinhaltete eine indirekte Annäherung, Versorgung aus der Luft, eine konzentrierte Attacke und Verteidigung und eine Zusammenarbeit auf allen Ebenen zwischen Luftstreitkräften und Bodentruppen. Irwin ließ all dies unbeachtet und wählte stattdessen die traditionelle Form des direkten Angriffs, was jedoch scheiterte. Daraufhin trat Irwin zurück und befahl dem inzwischen zum temporären Lieutenant-General beförderten Slim, wieder das Kommando über das XV. Korps zu übernehmen.
Wiederum musste Slim in einer kritischen Lage einspringen, weil beträchtliche Teile seines Korps von den Japanern vernichtet worden waren. Erneut gelang es Slim, den Großteil seiner Streitkräfte aus einer schwierigen Situation zu befreien. Irwin gab zunächst Slim die Schuld am desaströsen Angriff auf der Arakanhalbinsel, jedoch wurde Slim später der Oberbefehl über die neue 14. Armee gegeben.
Er ging zügig die Aufgabe an, seine neue Armee dafür auszubilden, den Gegner anzugreifen. Als Grundsatz galt, dass die Mobilität abseits der befestigten Straßen von allergrößter Wichtigkeit war: Statt schwere Ausrüstung einzusetzen, wurde leichteres Material verwendet, das von Maultieren und durch die Luft transportiert werden konnte. Es wurde versucht, mit einem Minimum an Nachschub durch Fahrzeuge auszukommen. Sofern dies unausweichlich war, wurden nur solche Fahrzeuge eingesetzt, die in diesem für die Kriegführung widrigsten Gelände zurechtkamen. Von nun an gab es keine Unterscheidung mehr zwischen Kampftruppen und Kampfunterstützungstruppen. Alle Soldaten wurden zum Kampf als Infanteristen ausgebildet. Die neue Doktrin ging davon aus, dass, sobald die Japaner die Kommunikationsstränge durchschnitten hätten, auch sie selbst abgeschnitten seien. In diesem Fall sollten alle Einheiten eine Verteidigungsstellung (Box) einnehmen, die aus der Luft versorgt werden sollte. Die eingeschlossenen Truppen sollten durch Panzereinheiten und taktische Luftwaffenverbände unterstützt werden. Zwischen den Verteidigungsstellungen und den Reserveeinheiten sollten dann die Japaner zerschlagen werden.
Diese Theorie wurde im Januar 1944 in der Praxis auf die Probe gestellt, als die zweite Offensive auf der Arakanhalbinsel durch eine japanische Gegenoffensive gekontert wurde, die schnell die Indische 7. Infanteriedivision, Teile der 5. Indischen und der Westafrikanischen 81. Division einschloss. Die Verteidigung der 7. Division beruhte zum großen Teil auf der Verwaltungsbox, die zu Beginn aus Fahrern, Köchen, Nachschubtruppen etc. bestand, die nun so kämpfte, wie „Onkel Bill“, wie Slim genannt wurde, es ihnen befohlen hatte. Sie wurden aus der Luft mit Nachschub versorgt, so dass die verlorenen Nachschublinien nur eine geringe Bedeutung hatten. Damit konnten die japanischen Streitkräfte beinahe vollständig von den zu Hilfe eilenden Reservedivisionen aufgerieben werden, die aus dem Norden herbeieilten.
Doch Arakan war nur ein Ablenkungsmanöver. Der japanische Hauptstoß, Operation U-gō, war auf Imphal gerichtet, Hunderte von Kilometern im Norden. Slim wurde zunächst überrascht, doch konnte er seine Kräfte neu formieren. Er ließ zwei komplette kampferprobte Infanteriedivisionen, die 5. und die 7. Division, vom Kampfgebiet in Arakan aus geradewegs hinein in die neue Schlacht im Norden per Lufttransport verlegen. Dort wiederholte sich das gerade in Arakan Erlebte in einem viel größeren Umfang – in Orten wie Imphal, Sangshak und Kohima wurden Verteidigungsoperationen ausgefochten. Dabei wurde der Nachschub von der Royal Air Force und der USAAF eingeflogen. Wiederum konnten die Japaner geschlagen werden. Damit wurden der Kaiserlich Japanischen Armee schwere Niederlagen zugefügt.
Im August 1944 wurde Slim in den vollen Rang eines Lieutenant-General befördert und im September 1944 als Knight Commander des Order of the Bath geadelt.
Im Jahr 1945 ging Slim sein bis dahin größtes Wagnis ein – eine Offensive in der Art eines Blitzkrieges nach Burma. Dabei dehnten sich die Nachschublinien über Hunderte von Kilometern durch unwegsamen Dschungel. Der Irrawaddy wurde mit einer langen Bailey-Brücke überquert, die zum großen Teil mit Mauleseln und durch die Luft herantransportiert worden war. Es wurde die Stadt Meiktila und kurze Zeit später Mandalay eingenommen. Die Alliierten gingen dann in eine bewegliche Verteidigung über, bei der sie aus ihren Stellungen ausbrachen und die japanischen Angreifer einschlossen und aufrieben. Sie behielten zu jeder Zeit die Initiative. Die alliierten Streitkräfte profitierten dabei von einer nahezu idealtypischen guten Luftunterstützung, sowohl beim Nachschub aus der Luft als auch bei Luftangriffen auf gegnerische Bodenziele. Dadurch wurden alle größeren japanischen Einheiten in Burma zerstört; Rangun konnte im Mai 1945 mittels einer kombinierten amphibischen Operation zurückerobert werden.

## Nachkriegszeit

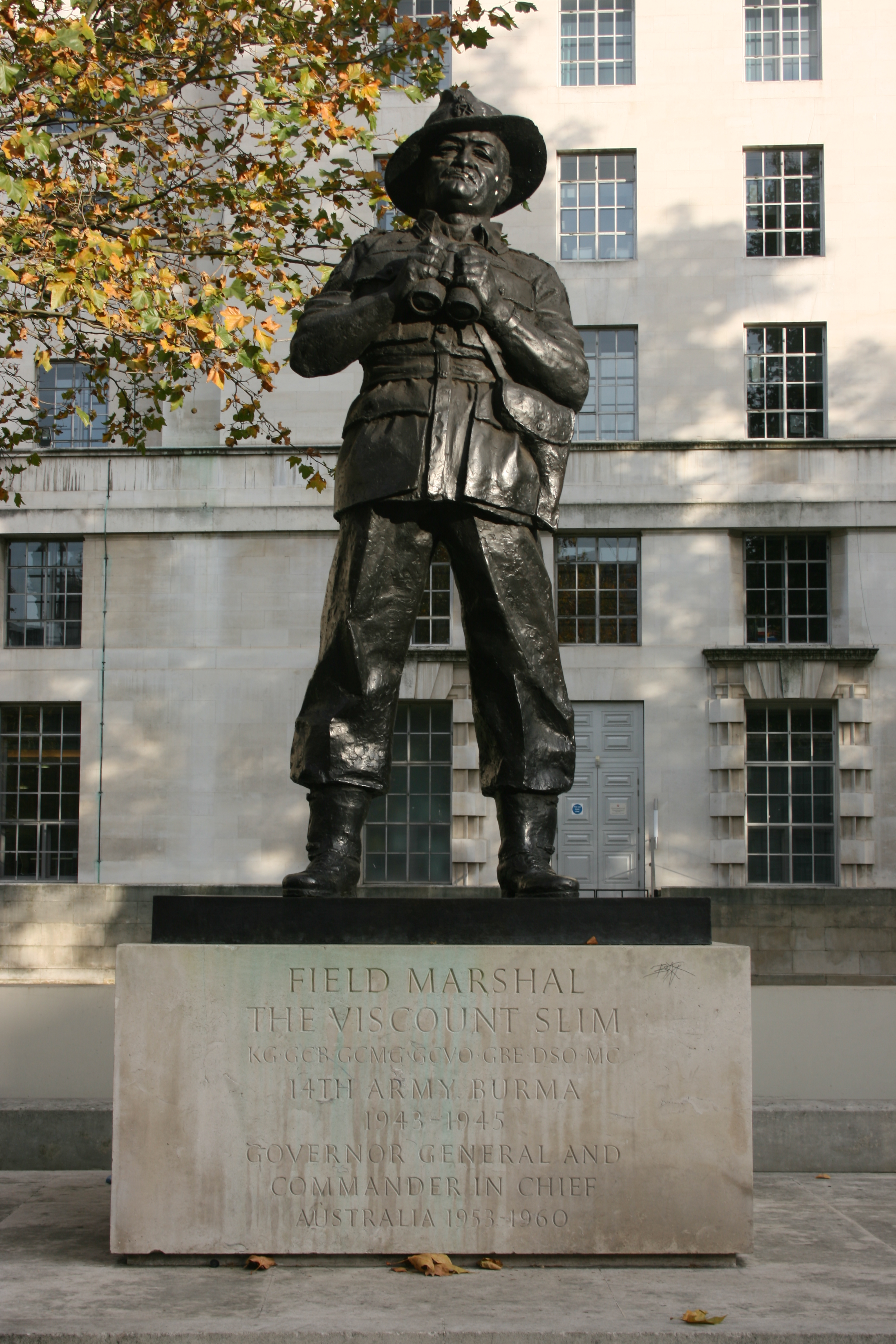
Statue in Westminster, London

Nach dem Krieg wurde Slim Oberbefehlshaber über die Alliierten Landstreitkräfte in Südostasien. 1946 wurde er als Knight Grand Cross des Order of the British Empire ausgezeichnet. Im Jahr 1948 kehrte er nach England zurück, wo er zum Leiter der Imperialen Verteidigungsschule (Imperial War College) und danach zum Chef des Imperialen Generalstabes wurde. 1950 wurde er zum Knight Grand Cross des Order of the Bath erhoben und 1952 auch als Knight Grand Cross des Order of St Michael and St George ausgezeichnet. 1953 wurde er zum Field Marshal befördert und übernahm er das Amt des Generalgouverneurs von Australien, ohne aus der Armee auszuscheiden. Seine korrekte Anrede als Generalgouverneur war deshalb Field Marshal Sir William Slim.
Obwohl die öffentliche Meinung in Australien gegenüber einem britischen Generalgouverneur nicht mehr so positiv war wie vor dem Krieg, so war Slim doch eine populäre Wahl. Er war ein echter Kriegsheld, der in Gallipoli und im Nahen Osten Seite an Seite mit australischen ANZAC-Truppen gekämpft hatte. 1954 begrüßte er Königin Elisabeth II. als ersten regierenden Monarchen zu Besuch in Australien und wurde als Knight Grand Cross des Royal Victorian Order ausgezeichnet.
Slims Aufgaben als Generalgouverneur waren ausschließlich zeremonieller Natur, und es gab während seiner Amtszeit keine Kontroversen. Der Führer der Liberalen Robert Menzies blieb während Slims gesamter Amtszeit Regierungschef. 1959 ging Slim in Ruhestand und wurde bei seiner Rückkehr nach Großbritannien als Knight Companion in den Hosenbandorden aufgenommen. Er veröffentlichte seine Memoiren mit dem Titel Unofficial History und Defeat Into Victory. Am 15. Juli 1960 wurde er als Viscount Slim, of Yarralumla in the Capital Territory of Australia and of Bishopston in the City and County of Bristol, zum erblichen Peer erhoben und wurde dadurch Mitglied des britischen House of Lords. Von 1963 bis 1964 hatte er das Zeremonialamt des Deputy Constable und Lieutenant-Governor von Windsor Castle inne. Er starb am 14. Dezember 1970 in London.

## Slim in der Führungsforschung
Viel beachtet wurde Slims Ansatz zur Menschenführung, neben seiner Popularität bei der Truppe und seinen militärischen Leistungen, und wird auch heute noch in der Führungsforschung diskutiert.
Sein ruhiges und bescheidenes Auftreten in einer Vielzahl von Einzelgesprächen wie seine Integrität und Fairness schufen Vertrauen nach vorausgegangenen Niederlagen, während er gleichzeitig seine Armee grundlegend auch technisch reformierte. Slim unterschied genau zwischen Führung und Management, der die emotionale Komponente fehlt.

Er definierte Moral als „unsichtbare Kraft“, die es Menschen möglich mache, mit Überzeugung einem Ziel entgegenzuarbeiten. Die Grundlagen der Moral seien – in der Reihenfolge ihrer Bedeutung – spirituell, intellektuell und materiell. Spirituell bedeutet, eine emotionale Verbindung zum Ziel herzustellen, intellektuell, diese Begeisterung auf die faktischen Verhältnisse zu übertragen. Die materielle Ebene schätzte Slim eher gering, da er meinte, die größten Leistungen und die höchste Moral würden häufig unter materiell beengten Umständen erzielt. Er warnte vor dem Gebrauch von Stereotypen und Vorurteilen, z. B. ging er entschieden gegen rassische Diskriminierung in seiner Armee vor. Stereotype seien gefährlich, da sie bei der Führung und den Untergebenen leicht zur Entstehung von Illusionen und letztlich zu Arroganz führen würden. So seien Selbstdarstellung und Selbstbildnis der Führung in der Praxis nicht hilfreich; jeder Führende hätte schlussendlich nur seine eigene Persönlichkeit zur Verfügung: 

„If I were asked to define leadership, I should say it is the projection of personality. It is the most intensely personal thing in the world because it is just plain you.“

## Ehe und Nachkommen
1926 hatte er Aileen Robertson († 1994), Tochter eines anglikanischen Pfarrers, geheiratet. Mit ihr hatte er einen Sohn, John Douglas Slim (1927–2019), der ihn als 2. Viscount Slim beerbte, und eine Tochter, Una Mary Slim (* 1930).